# Levnesovia
Levnesovia é um gênero de dinossauro da superfamília Hadrosauroidea, do Cretáceo Superior do Uzbequistão. Há uma única espécie descrita para o gênero Levnesovia transoxiana.